# 胡崇賢
胡崇賢（1975年12月25日—），已退役台灣男子羽毛球運動員，現為合作金庫羽球隊教練。

## 簡歷
胡崇賢與蔡佳欣曾經多次參加中華民國全國羽球排名賽並獲得冠軍。
2007年4月，蔡佳欣與胡崇賢合作出戰在馬來西亞新山舉行的亞洲羽毛球錦標賽男子雙打項目，於準決賽敗於馬來西亞的古健傑/陳文宏，最終贏得季軍。
2009年12月，與蔡佳欣出戰東亞運動會男子雙打羽毛球比賽，以2比0（21-17、22-20）擊敗同隊的林祐瑯/陳宏麟，獲得金牌。

## 主要比賽成績
只列出曾進入準決賽的國際賽事成績：
| 年份   | 賽事                 | 公開賽級別 | 項目     | 搭檔   | 成績   |
| ------ | -------------------- | ---------- | -------- | ------ | ------ |
| 2004年 | 中華台北羽球公開賽   |            | 男子雙打 | 蔡佳欣 | 準決賽 |
| 2007年 | 亞洲羽毛球錦標賽     | 其他       | 男子雙打 | 蔡佳欣 | 季軍   |
| 2009年 | 東亞運動會羽毛球比賽 | 其他       | 男子團體 | －     | 銅牌   |
| 2009年 | 東亞運動會羽毛球比賽 | 其他       | 男子雙打 | 蔡佳欣 | 金牌   |

| 2007-2017年 | 首要超級賽 | 超級賽 | 黃金大獎賽 | 大獎賽 | 國際挑戰賽 | 國際系列賽 | 未來系列賽 | 其他 |

### 奧運會和世錦賽參賽紀錄
|          | 搭檔   | 2005 | 2006 | 2007 | 2008 | 2009 |
| -------- | ------ | ---- | ---- | ---- | ---- | ---- |
| 男子雙打 | 蔡佳欣 | 32強 | 32強 | －   | －   | 16強 |
|          |        |      |      |      |      |      |
| 混合雙打 | 簡毓瑾 | 32強 | －   | －   | －   | －   |

## 個人生活
2011年1月1日，胡崇賢與另一名台灣羽球選手周佳琦結婚。